# Kartezjanizm

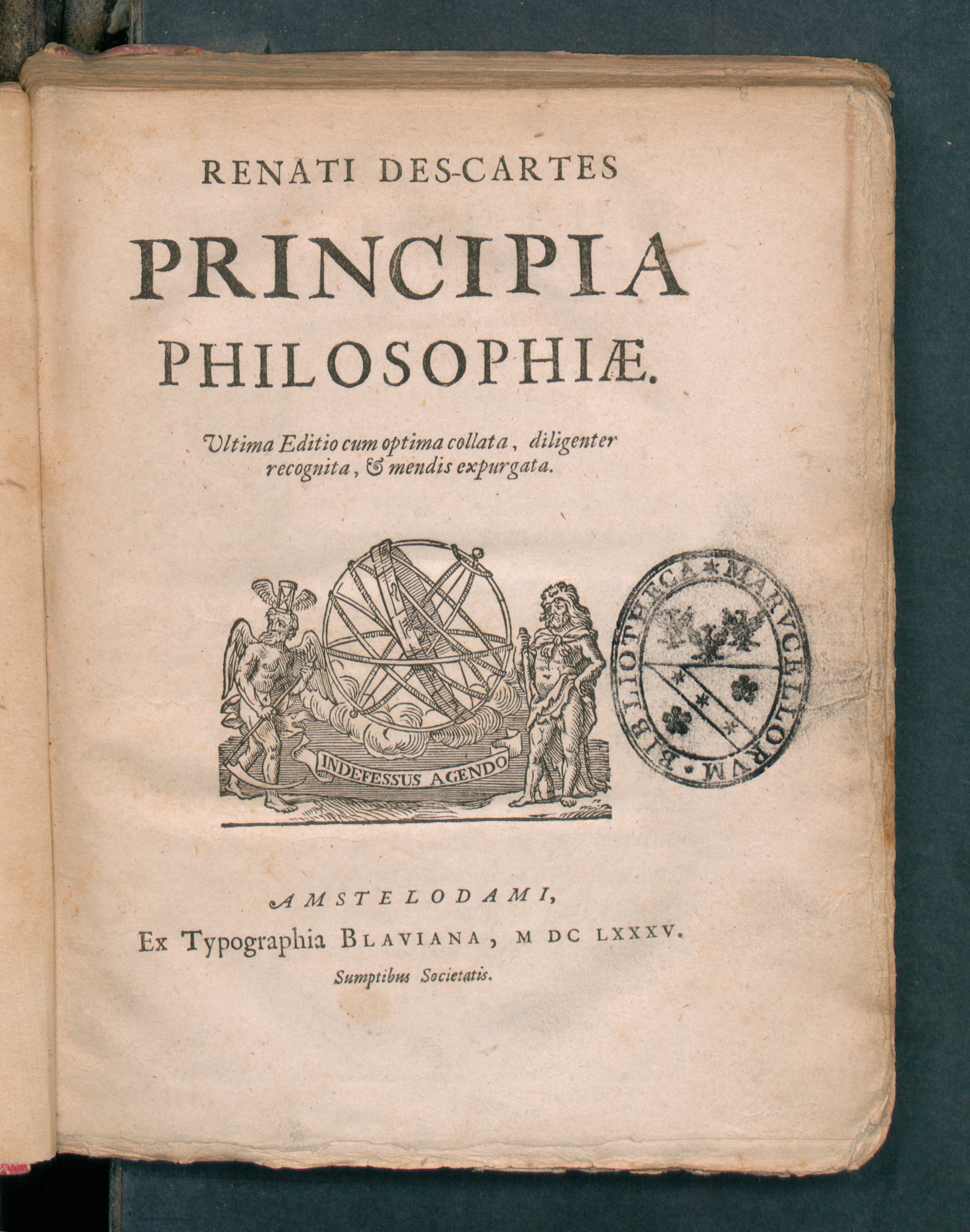
Principia philosophiae, 1685

Kartezjanizm – zespół poglądów i nurt filozoficzny związany z filozofią Kartezjusza.
Pojęcie to używane jest w różnych znaczeniach:
1. w ścisłym sensie oznacza filozofię René Descartes’a[1] ,
2. w szerszym sensie również filozofię jego kontynuatorów[1] .
3. w najszerszym sensie oznacza jakąkolwiek filozofię, która nosi cechy charakterystyczne dla filozofii Kartezjusza.

## Kartezjanizm jako nurt filozoficzny
Kartezjanizm jako wyodrębniony nurt filozoficzny oznaczał nie tylko filozofię w ścisłym tego słowa sensie, lecz również uprawiane na modłę Kartezjusza matematykę i powstające przyrodoznawstwo. Kartezjanizm rozwijał się w XVII i XVIII w. i był szczególnie popularny w Holandii (Henrik van Roy, Balthasar Bekker, Johannes de Raey, Abraham Heidanus) i Francji (Claude Cleseleir, Jacques Rohault, Pierre-Sylvain Régis, Antoine Legrand). W Niemczech kartezjanistami byli Johannes Clauberg i Elisabeth Simmern van Pallandt, nurt ten nie zdobył tam jednak szerokiego uznania. Kartezjanizm był popularny wśród oratorian i jansenistów (Antoine Arnauld, Pierre Nicole). 
Rozwinięciem kartezjanizmu jest okazjonalizm (Arnold Geulincx, Louis de La Forge, Géraud de Cordemoy, Nicolas Malebranche). Podobnie może być traktowana filozofia Barucha Spinozy.
Ku kartezjanizmowi skłaniali się też Marin Mersenne, Blaise Pascal, Pierre Poiret, Ehrenfried Walther von Tschirnhaus.
Dodatnio filozofię kartezjańską oceniał wymieniany pośród ojców współczesnego materializmu Julien Offray de La Mettrie, oświeceniowy lekarz i filozof francuski, który jednak nie uznawał niefizycznego charakteru ośrodka umysłu ludzkiego, odrzucał więc dualizm psychofizyczny. Zdaniem autora Człowieka-maszyny Kartezjusz słusznie spostrzegł podobieństwo organizmów żywych do maszyn, choć był niekonsekwentny w swoich poglądach.

## Kartezjanizm jako typ filozofii
Jako „kartezjanizm” określa się również te stanowiska filozoficzne, które mają cechy charakterystyczne dla filozofii Kartezjusza, w szczególności przyjmują dualizm psychofizyczny , lub też pogląd, że wiedza powinna opierać się na niepodważalnych podstawach (fundacjonalizm) .